# Mer Hayrenik
Mer Hayrenik (Armeens: Մեր Հայրենիք) (Ons Vaderland) is het volkslied van Armenië. Het werd op 1 juli 1991 als volkslied ingesteld en is gebaseerd op het lied van de Eerste Armeense Republiek (1918-1920), maar heeft een andere tekst. De tekst is van dichter Mikael Nalbandian (1829-1866) met muziek van Barsegh Kanachyan (1885-1967).

## Armeense tekst in Latijnse letters
Mer Hayrenik, azad ankach,

Vor aprel é darédar

Ir vorthika art ganchoom eh

Azad, ankach Hayastan.

(herhaal de laatste twee regels)
Aha jeghpair khez mi drosh,

Zor im dzerkhov ghordzetzi

Ghishernera yés khoen chega,

Ardasoonkov lewatzi.

(herhaal de laatste twee regels)
Nayir nran yerék ghoeynov,

Nuviragan mer nshan,

Thogh poghpoghi thshnamoe dem,

Thogh misht bandza Hayastan.

(herhaal de laatste twee regels)
Amenayn tegh mahe mi é

Marth mi ankham bid merni,

Bayc jerani vor ir azghi

Azatootyan gha zohwi.

(herhaal de laatste twee regels)
(herhaal het eerste vers)

## Vrije Nederlandse vertaling
Ons vaderland, vrij en onafhankelijk

Dat leeft van eeuw tot eeuw

Zijn kinderen roepen

Vrij onafhankelijk Armenië

(herhaal de laatste twee regels)
Hier broeder, voor u een vlag

Die ik met mijn handen maakte

Nachten sliep ik niet

en waste het met mijn tranen

(herhaal de laatste twee regels)
Kijk ernaar, 3 kleuren

Het is ons gegeven symbool

Laat het schijnen tegen de vijand

Laat Armenië altijd overwinnen

(herhaal de laatste twee regels)
Overal is dood hetzelfde

Iedereen gaat maar één keer dood

Maar gelukkig is degene

Die zijn leven geeft voor zijn land

(herhaal de laatste twee regels)
(herhaal het eerste vers)
Onafhankelijke staten: Afghanistan · Armenië · Azerbeidzjan · Bahrein · Bangladesh · Bhutan · Brunei · Cambodja · China · Cyprus · Filipijnen · Georgië · India · Indonesië · Irak · Iran · Israël · Japan · Jemen · Jordanië · Kazachstan · Kirgizië · Koeweit · Laos · Libanon · Maldiven · Maleisië · Mongolië · Myanmar · Nepal · Noord-Korea · Oezbekistan · Oman · Oost-Timor · Pakistan · Qatar · Rusland · Saoedi-Arabië · Singapore · Sri Lanka · Syrië · Tadzjikistan · Thailand · Turkije · Turkmenistan · Verenigde Arabische Emiraten · Vietnam · Zuid-Korea
Niet algemeen erkende landen: Abchazië · Nagorno-Karabach · Palestina · Taiwan · Turkse Republiek Noord-Cyprus · Zuid-Ossetië